# Federazione Italiana Tennis e Padel
La Federazione Italiana Tennis e Padel (FITP o FIT), in precedenza Federazione Italiana Tennis, anche nota come Federtennis, è l'organo che storicamente promuove e organizza in Italia il tennis, al quale in seguito si sono aggiunti padel, tennis da spiaggia e pickleball. Con 1.027.420 tesserati a ottobre 2024 è la seconda federazione sportiva italiana per numero di atleti tesserati dopo la Federazione Italiana Giuoco Calcio.

## Storia

### I primi anni
Il primo organo nazionale, l'Associazione Italiana Lawn Tennis (AILT), nasce il 16 aprile 1894 grazie anche a Gino De Martino. L'AILT si sciolse dopo poco tempo poiché le sostanziali differenze tra i club affiliati erano insuperabili. Nel 1910 il Marchese Piero Antinori, decise di riprovare a fondare una federazione che raggruppasse tutti i circoli d’Italia: fu così che il 18 maggio a Firenze venne costituita la Federazione Italiana Lawn Tennis (FILT) con 26 circoli affiliati e con il Marchese stesso, primo presidente.
La prima svolta, nella storia federale risale agli anni Venti. Tramite il Presidente Beppe Croce di Genova si avvia un importante sviluppo della FILT. Iniziano a crearsi strutture periferiche, vengono istituite le classifiche nazionali e si crea la prima squadra italiana che parteciperà alla Coppa Davis del 1922 incontrando come prima nazione il Giappone il 30 maggio vincendo l’incontro.

### Secondo dopoguerra
Nei primi anni Trenta del '900 l’assemblea nazionale decide di togliere la parola "Lawn", che in inglese significa prato, dal nome ufficiale che diventa così Federazione Italiana Tennis (FIT).
Superati i difficoltosi anni della Seconda Guerra Mondiale, il tennis italiano, condotto da due grandi tennisti ovvero Aldo Tolusso e Giorgio de' Stefani, vive un'epoca di nuovo splendore a livello europeo e mondiale, che porta l’Italia ai vertici della Coppa Davis e dei più grandi tornei internazionali. In quest’epoca grazie agli sforzi della federazione, si formano giocatori di grande qualità e temperamento come Gianni Cucelli, Rolando Del Bello, Marcello Del Bello, Fausto Gardini, Beppe Merlo e più avanti Orlando Sirola e Nicola Pietrangeli. Infatti, furono proprio Pietrangeli e Sirola nel 1960 a portare l’Italia in finale di Davis per la prima volta perdendo nel challenge Round 4-1 con l’Australia.
Nel 1972, Giorgio Neri, storico presidente della sezione Tennis della Società di Educazione Fisica Virtus, diventa Presidente nazionale. Inizia a pensare ai vivai giovanili e mette i primi pilastri nel difficile discorso del Talent scouting. Insieme a Franco Maria Malfatti ai tempi ministro dell'istruzione, riuscì a concludere un accordo per cui nelle scuole si potesse diffondere il tennis. Fonda i Centri Estivi FIT, luoghi dove i giovani possono passare le vacanze estive all’insegna di una full immersion tennistica e insieme a Mario Belardinelli ristruttura e potenzia l’area tennistica del Centro Tecnico Nazionale di Formia di proprietà del CONI che da lì a poco assumerà un'enorme importanza per lo sviluppo del tennis italiano. Nel centro tecnico in quegli anni nacquero giocatori di grande livello tra cui: Adriano Panatta, Corrado Barazzutti, Paolo Bertolucci e Tonino Zugarelli.

#### Finale di Coppa Davis 1976
Tali quattro giocatori capitanati da Nicola Pietrangeli riuscirono nel 1976 a vincere la finale di Coppa Davis.
Nel 1976 la squadra italiana di Coppa Davis, che partecipava al tabellone principale della zona B nella zona europea, fece degli ottimi risultati e portò la sua presenza in semifinale.
Quell'anno la finale si sarebbe giocata contro il Cile dell'allora dittatore Augusto Pinochet nello stadio nazionale, divenuto uno dei simboli della repressione del regime poiché negli anni precedenti era stato usato come campo di concentramento per gli oppositori politici.
Il Cile si era ritrovato in finale poiché l'URSS decise di non partecipare per boicottare la dittatura di Augusto Pinochet e, per penalità contro tale boicottaggio della semifinale, la nazionale tennistica sovietica fu sospesa dalle due seguenti edizioni della Coppa Davis dopo la decisione della ITF che era organizzatrice della Coppa Davis.
Durante quel periodo in Italia ci fu un dibattito, che vide l'opinione pubblica divisa tramite articoli su giornali e confronti su emittenti televisive. Una parte voleva che la squadra non partecipasse, mentre l'altra, visti i meravigliosi risultati ottenuti in quell'anno, avrebbe preferito vedere l'Italia partecipare alla finale per eventuale vittoria. Ci furono controversie politiche e discese in piazza: alla fine il governo, presieduto da Giulio Andreotti, nonché il CONI sostennero che la decisione non dovesse essere politica ma esclusivamente sportiva e lasciarono la decisione alla Federazione che, sentiti i dovuti pareri, decise di mandare la squadra in Cile.
Nel corso del doppio Adriano Panatta, noto per le sue simpatie politiche verso il Partito Comunista Italiano, decise di giocare con una maglietta rossa, in omaggio alle vittime della repressione di Pinochet, convincendo il suo collega Paolo Bertolucci a fare come lui. Solo nell'ultimo set i due atleti indossarono la tradizionale casacca azzurra. Alla vicenda è dedicato il documentario La maglietta rossa.
La squadra, che vinse la finale nel 1976, raggiunse altre 3 finali (1977, 1979 e 1980) e grazie a questi ulteriori risultati donò un nuovo impulso al tennis in Italia, che divenne finalmente uno sport di grande popolarità.

### Anni '80 e '90
Una condizione mantenuta anche negli anni seguenti, nonostante i successi di Panatta e degli azzurri non si siano più ripetuti. Ci furono risultati apprezzabili come ad esempio quelli di Canè, Caratti, Camporese e Pozzi seppure senza la necessaria continuità e alcune buone prove individuali dei nostri tennisti nei tornei del Grande Slam. Senza dimenticare, dopo due semifinali di fila (1996-1997), una nuova finale di Coppa Davis, la prima in Italia, a Milano nel 1998 (Gaudenzi, Sanguinetti, Nargiso) e l’ingresso in pianta stabile della squadra di Fed Cup (Cecchini, Reggi, Grande, Farina con quest’ultima arrivata poi – nel 2002 – alle soglie dell’élite mondiale) nel gruppo di eccellenza.

### Dagli anni 2000 a oggi

Il vecchio logo della Federazione Italiana Tennis (FIT), usato fino al 2022

Nel 2001, viene riformato il tennis in Italia e la federazione. Vengono cambiate le classifiche e viene rivista la gestione della federazione a livello territoriale. Nel Gennaio 2005 Paolo Galgani è nominato presidente onorario del tennis italiano.
La serie di risultati positivi è in netta ascesa, così come l’inarrestabile crescita degli Internazionali d'Italia a Roma. Al Foro Italico va ricordata la semifinale di Volandri negli Internazionali d'Italia 2007.
La Squadra italiana di Coppa Davis, successivamente alla retrocessione nel Gruppo 2 è stata promossa nel Gruppo 1 e poi ha ritrovato il World Group nel 2011. Nel 2014 è tornata a giocare una semifinale (Seppi, Fognini, Bolelli).
Da parte sua la squadra di Fed Cup si è aggiudicata ben 4 trofei (2006, 2009, 2010 e 2013), ai quali è da aggiungere la finale del 2007, dominando la competizione per quasi un decennio.
A livello individuale Flavia Pennetta è diventata, ad agosto del 2009, la prima azzurra a entrare nella top-ten della classifica WTA, seguita poi dalla Schiavone, dalla Errani e dalla Vinci, le fab four del tennis tricolore.
La Schiavone è diventata la prima azzurra a vincere uno Slam (Roland Garros nel 2010).
Venne poi superata cinque anni più tardi da Flavia Pennetta che vincendo gli US Open 2015 scrisse una nuova pagina della storia tennistica italiana battendo la Vinci nella prima finale tutta italiana degli US Open. Da considerare sono le finali Major di Francesca Schiavone (Parigi 2011), Errani (Parigi 2012) e Vinci (US Open 2015) che pur non vincendo la finale è entrata nella storia per aver partecipato alla finale dei singolari femminili degli US Open.
Nel 2022, vista la crescente popolarità che ha caratterizzato il padel in Italia, è stato proposto il cambio del nome dell'organo in Federazione Italiana Tennis e Padel (FITP); dopo l'approvazione del CONI, nome e logo sono stati ufficialmente modificati a partire dal 1º gennaio 2023.

## Tornei
Questi sono i principali tornei organizzati dalla federazione (tra parentesi la categoria del torneo secondo la classificazione ATP/WTA):
- ATP Finals - Torino - cemento indoor (ATP Finals)
- Internazionali d'Italia - Roma - terra (Masters 1000/Premier)
- Internazionali di Tennis di Bergamo - Bergamo - cemento indoor (ATP Challenger Tour)
- Cordenons - terra (Challenger)
- Ortisei - terra battuta (ITF Women's Tour)
- Roma tiro a volo - terra battuta (ITF Women's Tour)
- Biella - terra battuta (ITF Women's Tour)
- Rimini - terra battuta (ITF Women's Tour)

In più, la federazione organizza un campionato nazionale per società, il campionato degli affiliati, con una sezione principale e varie sezioni giovanili e seniores.

## Canale TV
La federazione è proprietaria del canale TV chiamato SuperTennis.

## Trofeo FITP
Il Trofeo FITP è un riconoscimento che viene assegnato annualmente alla società che si è meglio comportata in tutti i campionati organizzati dalla federazione (affiliati, juniores e seniores, maschili e femminili), combinati secondo criteri di importanza.

### Albo d'oro Trofeo FITP
- 1947 VIRTUS BOLOGNA
- 1948 TC MILANO
- 1949 TC MILANO
- 1950 TC MILANO
- 1951 TC MILANO
- 1952 TC MILANO
- 1953 TC MILANO
- 1954 TC MILANO
- 1955 VIRTUS BOLOGNA
- 1956 TC MILANO
- 1957 TC MILANO
- 1958 TC MILANO
- 1959 VIRTUS BOLOGNA
- 1960 TC MILANO
- 1961 TC MILANO
- 1962 TC MILANO
- 1963 TC MILANO
- 1964 TC MILANO
- 1965 TC MILANO
- 1966 PARIOLI ROMA
- 1967 PARIOLI ROMA
- 1968 PARIOLI ROMA
- 1969 CAN. OLONA MILANO
- 1970 PARIOLI ROMA
- 1971 TC MILANO
- 1972 PARIOLI ROMA
- 1973 PARIOLI ROMA
- 1974 PARIOLI ROMA
- 1975 PARIOLI ROMA
- 1976 TC MILANO
- 1977 TC MILANO
- 1978 TC MILANO
- 1979 TC MILANO
- 1980 TC MILANO
- 1981 VIRTUS BOLOGNA
- 1982 EUR ROMA
- 1983 TC MILANO
- 1984 VIRTUS BOLOGNA
- 1985 VIRTUS BOLOGNA
- 1986 TC MILANO
- 1987 TC MILANO
- 1988 TC PARIOLI
- 1989 JUNIOR TENNIS MILANO
- 1990 CT BOLOGNA
- 1991 LE PLEIADI
- 1992 LE PLEIADI
- 1993 TC PARIOLI
- 1994 CT FIRENZE
- 1995 CT FIRENZE
- 1996 TC GENOVA
- 1997 TC PARIOLI
- 1998 TC PARIOLI
- 1999 TC GENOVA
- 2000 TC PARIOLI
- 2001 TC GENOVA
- 2002 CT FIRENZE
- 2003 TC PARIOLI
- 2004 TC PARIOLI
- 2005 TC PARIOLI
- 2006 CT ALBINEA
- 2007 CT ALBINEA
- 2008 TC PARIOLI
- 2009 CT ALBINEA
- 2010 TC PARIOLI
- 2011 TC PARIOLI
- 2012 TC PARIOLI
- 2013 TC PARIOLI
- 2014 TC PARIOLI
- 2015 TC PARIOLI
- 2016 TC PARIOLI
- 2017 TC PARIOLI
- 2018 TC PARIOLI
- 2019 TC PARIOLI
- 2020 TC GENOVA
- 2021 TC PARIOLI
- 2022 TC GENOVA

## Organi
Presidente:
- Angelo Binaghi

Componenti consiglio federale:
- Giovanni Milan (vicepresidente vicario)
- Sebastiano Monaco (vicepresidente)
- Chiara Appendino (vicepresidente)
- Giuseppe Adamo
- Isidoro Alvisi
- Massimiliano Giusti
- Guido Turi
- Roland Sandrin
- Emilio Sodano
- Donato Calabrese
- Mara Santangelo (atleta)
- Fabrizio Maria Tropiano (atleta)
- Raimondo Ricci Bitti (atleta)
- Graziano Risi (tecnico)

Segretario Generale:
- Massimo Verdina